# Loricaria cuffyi
Loricaria cuffyi — вид сомоподібних риб з роду лорікарія родини лорікарієві. Описаний у 2021 році.

## Назва
Вид названий на честь африканського раба Куффі (або Коффі), який у 1763 році очолив повстання рабів у голландській колонії Бербіс, що знаходилась на території сучасної Гаяни. Вважається першим національним героєм Гаяни.

## Поширення
Вид поширений в басейні річок Ессекібо та Ріо-Негро у західній Гаяні та верхніх стоків річки Оріноко у Венесуелі.